# Uws-Nuur-Becken
Koordinaten: 50° 16′ 30″ N, 92° 43′ 11″ O

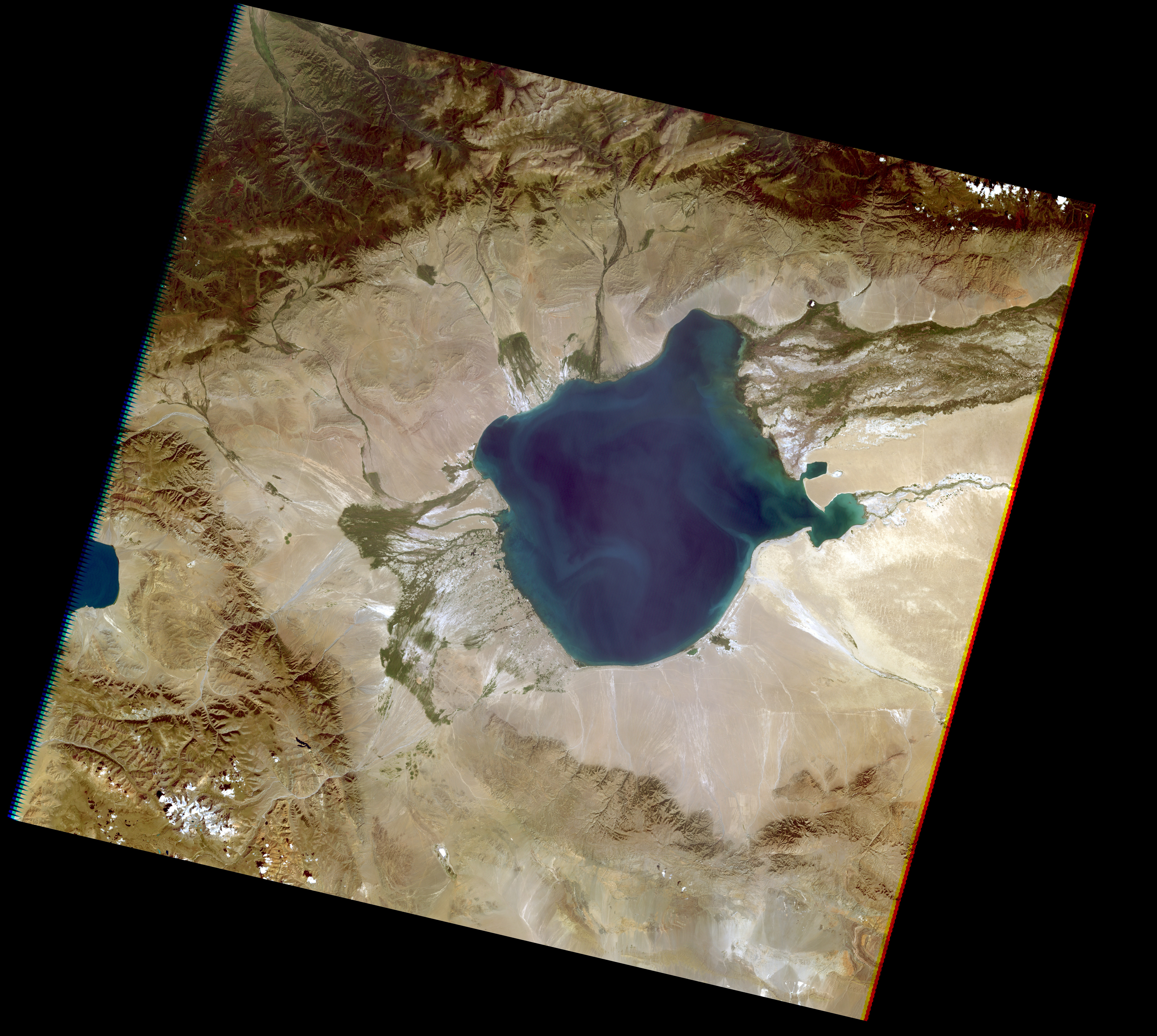
Landsat-7-Satellitenbild

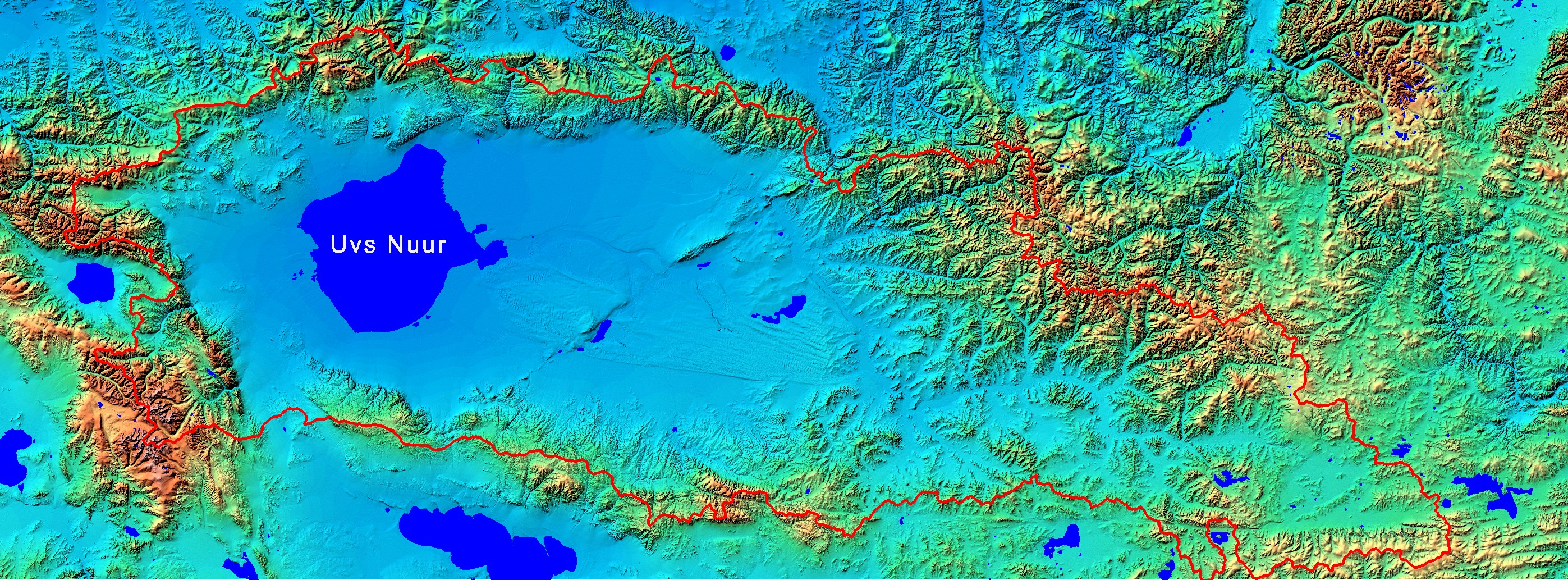
Topographische Karte des Uws-Nuur-Beckens

Das Uws-Nuur-Becken (russisch Убсунурская котлови́на) befindet sich im Nordwesten der Mongolei und im Süden der russischen Republik Tuwa.
Es bildet den nördlichen Teil des Beckens der Großen Seen. Die Beckenlandschaft erstreckt sich in der Mongolei über die Verwaltungsbezirke Chöwsgöl-Aimag, Dsawchan-Aimag und Uws-Aimag. Im Zentrum des Uws-Nuur-Beckens befindet sich der abflusslose See Uws Nuur.
Das Uws-Nuur-Becken ist eine tektonische Senke, die vom Tannu-ola-Gebirge im Norden und dem Chan-Chuchin-Ula-Gebirge im Süden eingerahmt wird. Die Höhe des Beckens variiert zwischen 753 m und 1500 m. Eine Schotterebene mit Steppenlandschaft sowie eine sich ausbreitende Wüste kennzeichnen das Uws-Nuur-Becken.